# Pirofornost
Supstanca je piroforna (od Грчки: πυροφόρος, pyrophoros, 'noseći vatru') ako se spontano zapali na vazduhu na ili ispod 54 °C (129 °F) (za gasove) ili u roku od 5 minuta nakon što dođe u kontakt sa vazduhom (za tečnosti i čvrste materije). Primeri su organolitijumova jedinjenja i trietilboran. Piroforni materijali često reaguju na vodu i zapaliće se kada dođu u kontakt sa vodom ili vlažnim vazduhom. Njima se može bezbedno rukovati u atmosferi argona ili (sa nekoliko izuzetaka) azota. Aparati za gašenje požara klase D su namenjeni za upotrebu u požarima koji uključuju piroforne materijale. Srodni koncept je hipergoličnost, u kojoj se dva jedinjenja spontano zapale kada se pomešaju.

## Upotrebe
Stvaranje varnica od metala zasniva se na pirofornosti sitnih metalnih čestica i za ovu svrhu se prave piroforne legure. Praktične primene obuhvataju mehanizme varničenja u upaljačima i raznim igračkama, koristeći ferocerijum; paljenje vatre bez šibica, upotrebom kresiva; mehanizam kremena u vatrenom oružju; i ispitivanje varnicom crnih metala.

## Spoljašnje veze
- US Dept. of Energy Handbook, "Primer on Spontaneous Heating and Pyrophoricity" (archived)
- „List of pyrophoric materials”. Архивирано из оригинала 2015-07-09. г.
- „Pyrophoric Chemicals Guide” (PDF). Environmental Health and Safety (на језику: енглески). University of Minnesota. Архивирано из оригинала (PDF) 31. 10. 2014. г. Приступљено 27. 3. 2021.